# Squier Stratocaster
Squier Stratocaster je električna gitara proizvedena u tvornici Squier. Po uzoru na Fender Stratocaster i ovi modeli gitara zorno prate brand kvalitetu original Fenderovih modela. Unatoč tome što je slična Stratocaster gitari, model se ipak uspio održati kao izvorni proizvod u vlasništvu Squier Fender. Cijenom gitara je dostupna i glazbenicima menje platežne moći, te je idealna za glazbene početnike i amatere.

## Povijest
Iako je Fender još davne 1965. došao u posijed tvornice žica za glazbene instrumente VC Squier Company, od 1982. godine, ime 'Squier' se isključivo veže za modele gitara. Ispočetka je rađena samo za domaće Japansko tržište, da bi se uskoro modeli Squier gitara našli i u: Europi, Sjevernoj Americi i ostatku svijeta. Fender je brand kvalitete od: Fender Stratocastera, Fender Precision Bassa, Fender Telecastera i Fender Jazz Bassa koju mnogi proizvađaći gitara bezuspješno kopiraju. Svojom pojavom 1982. godine, pa do danas, jedino su Squier modeli uspjeli zauzeti alternativno službeno mjesto kao brand kvalitetnih modela. Zbog lakšeg održavanja i učinkovitije kontrole troškova same proizvodnje, proizvodne linije gitara su se preselile i u: Južnu Koreju, Kinu, Indiju, Indoneziju i Meksiko. Tijekom proteklog vremena Squier modeli su po kvaliteti izvedbe, a i prodaji, potpuno opravdali Fenderova ulaganja i utrošena sredstva.
Na 20. obljetnicu proizvodnje Squier Stratocaster gitare, 2002. godine predstavljen je u ograničenom broju jubilarni model. Gitara je bila urađena u zelenom finišu, a na neckplateu je imala ugravirani natpis  "Freedom of Expression Since 1982"

## Konstrukcija
Modeli gitare Squier Stratocaster najviše su se proizvodili u Indoneziji i Kini, a za gradnju se obično koristio šumski resurs dostupan u tim zemljama, kao što je drvo Agathis. Zbog postizanja što nižih troškova same proizvodnje, tijela modela gitara su građena iz više dijelova drveta, kao što su modeli: Fender Squier Bullet Stratocaster s fiksnim mostom u tremolo verziji. Tijelo gitare je urađeno od dva, ili tri komada ljepljene laminirane iverice, u koje je ugrađena i domaća elektronika/mehanika od kroma. Unatoč tome što Squier modeli uveliko podsjećaju na Fender Stratocasters (osim u modelima 'Vintage Reissues' i Highway 1 serije) iz '60-tih ili '70-tih godina, što se isto vidi i po obliku glave vrata modela gitare iz vremena CBS Fendera. Danas većina modernih fenderovih linija kao: Fender Squier Strater Pack, Fender Squier Vintage Modified Stratocaster, a od 2007. godine i modeli
Squier Deluxe Stratocaster koriste originalni '50-headstock' oblik. Na tijelu Squier Standard Stratocaster modela vidimo tri Alnico jednostruki elektromagneta kojima se upravlja s petostepenim prekidačem. U prvoj poziciji ukjučen je elektromagnet bliži mostu, u drugoj pri mostu i srednji, u trećoj srednji, četvrtoj srednji i bliži vratu, i u petoj elektromagnet bliži vratu gitare. 

## Squier Japan
Nakon pregovora s dva japanska distrubucijska poduzeće Kanda Shokai i Yamano Music 1982. godine osnovana je Fender Squier tvrtka s ciljem da proizvodi gitare isključivo za domaće, japansko tržište. Fender je tada bio u vlasništvu 38% dionica proizvodnje, s 3 od 6 prava glasa u osnivačkom odboru. U to vrijeme u Japanu je bilo već nekoliko prizvođača gitara, kao Fuji Gen-Gakki koji je bio i odabran za izgradnju Fender Squier modela. Dolazak Squiera bio želja da se okuša i probije na tržištu s novim obradama iz 1957. i 1962. godine Fender Stratocastera, Precision Bassa i Jazz Bassa, te iz 1952. godine Fender Telecaster gitare. Iako su učinjene neke promjene u cilju smanjivanja troškova proizvodnje, potražnja za ovim modelima nije opala. U poplavi aziskih kopija gitara koje su se proširile i po Europi, Fender je našao alternativno rješenje u Fender Japan vintage modelu, poznatijem kao Squier JV (japanski vintage). Ovi kvalitetni modeli gitara proizvidili su se u Japanu do kraja 1984. godine, iako zbog modernizacije linije Sguier priozvodnja se sredinom '80-tih iz Japana dijelom prenijela u USA, gdje se uz novi ažurirani izgled nastavilo s proizvodnjom klasičnih obrada. Točnije, 1984. Fender preuzima posao od CBS korporacije, a na čelo tvrtke dolazi Bill Shultz. Tvornica u Fullertonu je slabo poslovala, te se i ugasila u veljači 1985., da bi se krajem te iste godine osnovao novi pogon koji se uveliko oslanjao na japansku proizvodnju. U biti, procjenjuje se da je čak 80% modela uvezenih u USA, u periodu od kraja 1984-86. bilo podrijetlom iz Fenderovih pogona u Japanu. Modeli Stratocaster, Telecaster i Precision Bass nose Squier ime, i jedino kao Squier Fender na tržištu ima dozvolu da predstavi kopije Fenderovih modela.

## Unikatni modeli
Iako smo po praksi naučili Squier modele gitara svrstati u jeftinije proizvode, i široj populaciji glazbenika početnika. Ipak možemo izvojiti dva modela koji su ciljano namijenjeni određenoj grupi glazbenika, i time su zaslužili izdvojeno mjesto. To su modeli:
- Hello Kitty Squier[11]
- OBEY Graphic Stratocaster[12]

## Vanjske poveznice
- Pro-Tone catalog
- Squier website
- Fender Squire Bullet
- Pro-Tone information